# West Torrington
West Torrington – wieś i civil parish w Anglii, w hrabstwie Lincolnshire, w dystrykcie East Lindsey. Leży 19 km na północny wschód od Lincoln i 202 km na północ od Londynu.
W 2011 roku civil parish liczyła 128 mieszkańców.